# Първенство на България по футбол
Първенството на България по футбол е български футболен турнир за определяне на Шампиона на България по футбол. Участие взимат всички официално регистрирани футболни отбори в България, разделени в отделни групи, разпределени на пет нива в структурата на първенството. В рамките на всяка група отборите играят срещу всички свои противници по два пъти на сезон – като домакин и като гост.

## История
Провеждането на турнир за определяне на шампиона на България започва през 1924 година. Тогава т. нар. Държавно първенство се играе на принципа на пряката елиминация, като отборите, имащи право да участват в нея, са първенците в съответните регионални групи.
През 1948 г. е взето решение за създаването на А Републиканска футболна група като най-висша дивизия. През 1950 г. е създадено и второто ниво на българския футбол – Б Републиканската футболна група. През 1959 г. официално са структурирани и ниските нива на първенството, начело с В футболните групи. През 2016 г. имената и структурата на групите са променени съответно на Първа професионална футболна лига, Втора професионална футболна лига, Трета аматьорска футболна лига и Областни аматьорски футболни групи.
Създадената структура (с малки изменения през годините) съществува до 2000 г. Тогава експериментално е създадена Висша лига по футбол с 14 отбора, която заменя А група, и Първа лига вместо Б група. Тази структура обаче просъществува само три години – през 2003 г. отново е възстановена старата структура с A Професионалната футболна група с 16 отбора на върха на пирамидата.

## Структура
Структурата на футболното първенство (наричана още и пирамида на първенството) представлява вертикалната подредба по нива на всички футболни групи, официално организирани от Българския футболен съюз, Професионалната футболна лига и Аматьорската футболна лига. Пирамидата дава образна представа за връзките между отделните нива (къде се класират отборите в челните места на всяка група и къде изпадат отборите в края на класиранията).
При настоящия формат българското първенство се състои от общо 66 групи, разпределени на 5 нива:
| А ОФГ Велико Търново А ОФГ Видин А ОФГ Враца А ОФГ Габрово А ОФГ Ловеч А ОФГ Монтана А ОФГ Плевен | А ОФГ Благоевград „Бистрица“ А ОФГ Благоевград „Места“ А ОФГ Кюстендил Осогово А ОФГ Кюстендил Рила А ОФГ Пазарджик А ОФГ Перник Изток А ОФГ Перник Запад А ОФГ София (столица) Север А ОФГ София (столица) Юг А ОФГ София Изток А ОФГ София Запад | А ОФГ Варна А ОФГ Добрич Запад А ОФГ Добрич Изток А ОФГ Разград А ОФГ Русе Изток А ОФГ Русе Запад А ОФГ Силистра Изток А ОФГ Силистра Запад А ОФГ Търговище А ОФГ Шумен Север А ОФГ Шумен Юг | А ОФГ Бургас А МОФГ Кърджали/Смолян А ОФГ Пловдив А ОФГ Сливен А ОФГ Стара Загора А ОФГ Хасково А ОФГ Ямбол |

| Б ОФГ Велико Търново Север Б ОФГ Велико Търново Юг Б ОФГ Враца Б ОФГ Плевен Изток Б ОФГ Плевен Център Б ОФГ Плевен Запад Б ОФГ Монтана | Б ОФГ Благоевград Струма 1 Б ОФГ Благоевград Струма 2 Б ОФГ Благоевград Места Изток Б ОФГ Благоевград Места Запад Б ОФГ Пазарджик Север Б ОФГ Пазарджик Юг | Б ОФГ Варна | Б ОФГ Бургас Изток Б ОФГ Бургас Център Б ОФГ Пловдив Изток Б ОФГ Пловдив Запад Б ОФГ Пловдив Север Б ОФГ Пловдив Юг Б ОФГ Ямбол |

## Шампион на България по футбол
За шампион на България по футбол (държавен първенец) се обявява отбора, успял да спечели титлата в A футболна група (групата на най-високо ниво в структурата на първенството).
Шампиони на страната през годините са били:
| Сезон   | Шампион                          | Вицешампион                      | Трето място              |
| ------- | -------------------------------- | -------------------------------- | ------------------------ |
| 2023/24 | ПФК Лудогорец 1945 (Разград)     | Черно море (Варна)               | ЦСКА-София               |
| 2022/23 | ПФК Лудогорец 1945 (Разград)     | ЦСКА-София                       | ЦСКА 1948                |
| 2021/22 | ПФК Лудогорец 1945 (Разград)     | ЦСКА-София                       | Ботев (Пловдив)          |
| 2020/21 | ПФК Лудогорец 1945 (Разград)     | Локомотив (Пловдив)              | ЦСКА-София               |
| 2019/20 | ПФК Лудогорец 1945 (Разград)     | ЦСКА-София                       | Славия (София)           |
| 2018/19 | ПФК Лудогорец 1945 (Разград)     | ЦСКА-София                       | Левски (София)           |
| 2017/18 | ПФК Лудогорец 1945 (Разград)     | ЦСКА-София                       | Левски (София)           |
| 2016/17 | ПФК Лудогорец 1945 (Разград)     | ЦСКА-София                       | Левски (София)           |
| 2015/16 | ПФК Лудогорец 1945 (Разград)     | Левски (София)                   | Берое (Стара Загора)     |
| 2014/15 | ПФК Лудогорец 1945 (Разград)     | Берое (Стара Загора)             | Локомотив (София)        |
| 2013/14 | ПФК Лудогорец 1945 (Разград)     | ПФК ЦСКА (София)                 | ПФК Литекс (Ловеч)       |
| 2012/13 | ПФК Лудогорец 1945 (Разград)     | Левски (София)                   | ПФК ЦСКА (София)         |
| 2011/12 | ПФК Лудогорец 1945 (Разград)     | ПФК ЦСКА (София)                 | Левски (София)           |
| 2010/11 | ПФК Литекс (Ловеч)               | Левски (София)                   | ПФК ЦСКА (София)         |
| 2009/10 | ПФК Литекс (Ловеч)               | ПФК ЦСКА (София)                 | Левски (София)           |
| 2008/09 | Левски (София)                   | ЦСКА (София)                     | Черно море (Варна)       |
| 2007/08 | ЦСКА (София)                     | Левски (София)                   | Локомотив (София)        |
| 2006/07 | Левски (София)                   | ЦСКА (София)                     | Локомотив (София)        |
| 2005/06 | Левски (София)                   | ЦСКА (София)                     | Литекс (Ловеч)           |
| 2004/05 | ЦСКА (София)                     | Левски (София)                   | Локомотив (Пловдив)      |
| 2003/04 | Локомотив (Пловдив)              | Левски (София)                   | ЦСКА (София)             |
| 2002/03 | ЦСКА (София)                     | Левски (София)                   | Литекс (Ловеч)           |
| 2001/02 | Левски (София)                   | Литекс (Ловеч)                   | ЦСКА (София)             |
| 2000/01 | Левски (София)                   | ЦСКА (София)                     | Велбъжд (Кюстендил)      |
| 1999/00 | Левски (София)                   | ЦСКА (София)                     | Велбъжд (Кюстендил)      |
| 1998/99 | Литекс (Ловеч)                   | Левски 1914 (София)              | Левски (Кюстендил)       |
| 1997/98 | Литекс (Ловеч)                   | Левски 1914 (София)              | ЦСКА (София)             |
| 1996/97 | ЦСКА (София)                     | Нефтохимик (Бургас)              | Славия (София)           |
| 1995/96 | Славия (София)                   | Левски 1914 (София)              | Локомотив (София)        |
| 1994/95 | Левски 1914 (София)              | Локомотив (София)                | Ботев (Пловдив)          |
| 1993/94 | Левски 1914 (София)              | ЦСКА (София)                     | Ботев (Пловдив)          |
| 1992/93 | Левски 1914 (София)              | ЦСКА (София)                     | Ботев (Пловдив)          |
| 1991/92 | ЦСКА (София)                     | Левски 1914 (София)              | Локомотив (Пловдив)      |
| 1990/91 | Етър (Велико Търново)            | ЦСКА (София)                     | Славия (София)           |
| 1989/90 | ЦСКА (София)                     | Славия (София)                   | Етър (Велико Търново)    |
| 1988/89 | ЦФКА Средец (София)              | Витоша (София)                   | Етър (Велико Търново)    |
| 1987/88 | Витоша (София)                   | ЦФКА Средец (София)              | Тракия (Пловдив)         |
| 1986/87 | ЦФКА Средец (София)              | Витоша (София)                   | Тракия (Пловдив)         |
| 1985/86 | Берое (Стара Загора)             | Тракия (Пловдив)                 | Славия (София)           |
| 1984/85 | Левски-Спартак (София)           | ЦСКА Септемврийско знаме (София) | Тракия (Пловдив)         |
| 1983/84 | Левски-Спартак (София)           | ЦСКА Септемврийско знаме (София) | ЖСК-Спартак (Варна)      |
| 1982/83 | ЦСКА Септемврийско знаме (София) | Левски-Спартак (София)           | Тракия (Пловдив)         |
| 1981/82 | ЦСКА Септемврийско знаме (София) | Левски-Спартак (София)           | Славия (София)           |
| 1980/81 | ЦСКА Септемврийско знаме (София) | Левски-Спартак (София)           | Тракия (Пловдив)         |
| 1979/80 | ЦСКА Септемврийско знаме (София) | Славия (София)                   | Левски-Спартак (София)   |
| 1978/79 | Левски-Спартак (София)           | ЦСКА Септемврийско знаме (София) | Локомотив (София)        |
| 1977/78 | Локомотив (София)                | ЦСКА Септемврийско знаме (София) | Левски-Спартак (София)   |
| 1976/77 | Левски-Спартак (София)           | ЦСКА Септемврийско знаме (София) | Марек (Станке Димитров)  |
| 1975/76 | ЦСКА Септемврийско знаме (София) | Левски-Спартак (София)           | Академик (София)         |
| 1974/75 | ЦСКА Септемврийско знаме (София) | Левски-Спартак (София)           | Славия (София)           |
| 1973/74 | Левски-Спартак (София)           | ЦСКА Септемврийско знаме (София) | Локомотив (Пловдив)      |
| 1972/73 | ЦСКА Септемврийско знаме (София) | Локомотив (Пловдив)              | Славия (София)           |
| 1971/72 | ЦСКА Септемврийско знаме (София) | Левски-Спартак (София)           | Берое (Стара Загора)     |
| 1970/71 | ЦСКА Септемврийско знаме (София) | Левски-Спартак (София)           | Ботев (Враца)            |
| 1969/70 | Левски-Спартак (София)           | ЦСКА Септемврийско знаме (София) | ЖСК-Славия (София)       |
| 1968/69 | ЦСКА Септемврийско знаме (София) | Левски-Спартак (София)           | Локомотив (Пловдив)      |
| 1967/68 | Левски (София)                   | ЦСКА Червено знаме (София)       | Локомотив (София)        |
| 1966/67 | Ботев (Пловдив)                  | Славия (София)                   | Левски (София)           |
| 1965/66 | ЦСКА Червено знаме (София)       | Левски (София)                   | Славия (София)           |
| 1964/65 | Левски (София)                   | Локомотив (София)                | Славия (София)           |
| 1963/64 | Локомотив (София)                | Левски (София)                   | Славия (София)           |
| 1962/63 | Спартак (Пловдив)                | Ботев (Пловдив)                  | ЦДНА (София)             |
| 1961/62 | ЦДНА (София)                     | Спартак (Пловдив)                | Левски (София)           |
| 1960/61 | ЦДНА (София)                     | Левски (София)                   | Ботев (Пловдив)          |
| 1959/60 | ЦДНА (София)                     | Левски (София)                   | Локомотив (София)        |
| 1958/59 | ЦДНА (София)                     | Славия (София)                   | Левски (София)           |
| 1958    | ЦДНА (София)                     | Левски (София)                   | Спартак (Плевен)         |
| 1957    | ЦДНА (София)                     | Локомотив (София)                | Левски (София)           |
| 1956    | ЦДНА (София)                     | Динамо (София)                   | СКНА (Пловдив)           |
| 1955    | ЦДНА (София)                     | Ударник (София)                  | Спартак (Сталин)         |
| 1954    | ЦДНА (София)                     | Ударник (София)                  | Локомотив (София)        |
| 1953    | Динамо (София)                   | ОСГ (София)                      | ВМС (Сталин)             |
| 1952    | ЦДНВ (София)                     | Спартак (София)                  | Локомотив (София)        |
| 1951    | ЦДНВ (София)                     | Спартак (София)                  | Динамо (София)           |
| 1950    | Динамо (София)                   | Строител (София)                 | Академик (София)         |
| 1948/49 | Левски (София)                   | ЦДНВ (София)                     | Локомотив (София)        |
| 1948    | Септември при ЦДВ (София)        | Левски (София)                   | Марек (Дупница)          |
| 1947    | Левски (София)                   | Локомотив (София)                | Спартак (София)          |
| 1946    | Левски (София)                   | Локомотив (София)                | Бенковски (Видин)        |
| 1945    | Локомотив (София)                | Спортист (София)                 | СП 45 (Пловдив)          |
| 1944    | Първенството не завършва         | Първенството не завършва         | Първенството не завършва |
| 1943    | Славия (София)                   | Левски (София)                   | Ботев (Пловдив)          |
| 1942    | Левски (София)                   | Македония (Скопие)               | Славия (София)           |
| 1941    | Славия (София)                   | ЖСК (София)                      | Левски (Пловдив)         |
| 1939/40 | ЖСК (София)                      | Левски (София)                   | Славия (София)           |
| 1938/39 | Славия (София)                   | Владислав (Варна)                | Тича (Варна)             |
| 1937/38 | Тича (Варна)                     | Владислав (Варна)                | Шипка (София)            |
| 1937    | Левски (София)                   | Левски (Русе)                    | Владислав (Варна)        |
| 1936    | Славия (София)                   | Тича (Варна)                     | Георги Дражев (Ямбол)    |
| 1935    | Спортклуб (София)                | Тича (Варна)                     | Панайот Волов (Шумен)    |
| 1934    | Владислав (Варна)                | Славия (София)                   | Напредък (Русе)          |
| 1933    | Левски (София)                   | Шипченски сокол (Варна)          | Напредък (Русе)          |
| 1932    | Шипченски сокол (Варна)          | Славия (София)                   | Победа 26 (Плевен)       |
| 1931    | АС`23                            | Шипченски сокол (Варна)          | Напредък (Русе)          |
| 1930    | Славия (София)                   | Владислав (Варна)                | Ботев (Пловдив)          |
| 1929    | Ботев (Пловдив)                  | Левски (София)                   | Шипченски сокол (Варна)  |
| 1928    | Славия (София)                   | Владислав (Варна)                |                          |
| 1927    | Първенството не завършва         | Първенството не завършва         | Първенството не завършва |
| 1926    | Владислав (Варна)                | Славия (София)                   |                          |
| 1925    | Владислав (Варна)                | Левски (София)                   |                          |
| 1924    | Първенството не завършва         | Първенството не завършва         | Първенството не завършва |